# (13269) Dahlstrom
(13269) Dahlstrom (1998 QV34) – planetoida z grupy pasa głównego asteroid okrążająca Słońce w ciągu 3,74 lat w średniej odległości 2,41 j.a. Odkryta 17 sierpnia 1998 roku.